# Peter Weibel
Peter Weibel (Hockenheim, 14 de setembro de 1950 – 9 de agosto de 2017) foi um ciclista alemão que representou a Alemanha Ocidental em duas edições dos Jogos Olímpicos (Munique 1972 e Montreal 1976).